# 佩蒂伯恩 (北达科他州)
佩蒂伯恩（英語：Pettibone），是美国北达科他州下属的一座城市。根据2010年美国人口普查，该市有人口70人。